# Furaneol
Furaneol, ou furanona de morango, é um composto orgânico usado na indústria de aromas e perfumes. É formalmente um derivado do furano. É um sólido branco ou incolor que é solúvel em água e solventes orgânicos.

## Odor e ocorrência
Embora malcheiroso em altas concentrações, exibe um aroma doce de morango quando diluído .  É encontrado em morangos e uma variedade de outras frutas e é parcialmente responsável pelo cheiro de abacaxi fresco.
Também é importante para o odor de trigo sarraceno , e do tomate.

## Estereoisomerismo
O furaneol tem dois enantiômeros, furaneol (R)-(+)- e o furaneol (S)-(−)-. A forma (R)- é o principal responsável pelo cheiro .
| Furaneol (2 estereoisômeros) | Furaneol (2 estereoisômeros) |
| ---------------------------- | ---------------------------- |
| Configuração (S)-            | Configuração (R)-            |

## Biossíntese
É um dos vários produtos da desidratação da glicose. Seu precursor biossintético imediato é o glicosídeo, derivado da desidratação da sacarose.